# Voitto Huotari
Voitto Sakari Huotari (född 14 februari 1943 i Kuhmo) var biskop i Sankt Michels stift inom Evangelisk-lutherska kyrkan i Finland från 1993 till 1 februari 2009, då han blev pensionerad och Seppo Häkkinen tog över ledningen för stiftet.
Till sin utbildning är Voitto Huotari teologie doktor och politices magister. Före sin utnämning till biskop verkade Huotari bland annat som domprost i S:t Michel, som kyrkoherde i Kymi församling i Kotka och som församlingspastor i Imatra och Ruokolax.